# 克里斯蒂娜·埃拉特
克里斯蒂娜·埃拉特（德語：Christine Errath，1956年12月29日—），德国女子花样滑冰运动员。她曾代表东德参加1972年和1976年冬季奥林匹克运动会花样滑冰比赛，其中1976年冬季奥运会获得一枚铜牌。